# Eleccions legislatives portugueses de 1991
Les eleccions legislatives portugueses de 1991 es van celebrar el 6 d'octubre, i com a les de 1985 i 1987, va vèncer el partit de centredreta PSD, liderat per Aníbal Cavaco Silva, que renovà el seu mandat com a Primer Ministre de Portugal. Novament amb majoria absoluta a l'Assemblea de la República Portuguesa.

## Resultados
| ' | ' |

| ' | ' |

| ' | ' |

| ' | ' |

| ' | ' |

| ' | ' |

| ' | ' |

| ' | ' |

| ' | ' |

| ' | ' |

| ' | ' |

| ' | ' |

| ' | ' |

| ' | ' |

| ' | ' |

| ' | ' |

| ' | ' |

| ' | ' |

| ' | ' |

| ' | ' |

| ' | ' |

| ' | ' |

| ' | ' |

| ' | ' |

| ' | ' |

| ' | ' |

| ' | ' |

| ' | ' |

| ' | ' |

| ' | ' |